# Pseudorhaphitoma kilburni
Pseudorhaphitoma kilburni is een slakkensoort uit de familie van de Mangeliidae. De wetenschappelijke naam van de soort is voor het eerst geldig gepubliceerd in 2001 door Morassi & Bonfitto.